# Trioceros sternfeldi
Espèce
Synonymes
- Chamaeleo rudis sternfeldi Rand, 1963
- Chamaeleo sternfeldi Rand, 1963

Statut de conservation UICN

 LC  : Préoccupation mineure
Statut CITES
Trioceros sternfeldi est une espèce de sauriens de la famille des Chamaeleonidae.

## Répartition
Cette espèce est endémique de Tanzanie. Elle se rencontre sur le Kilimandjaro et le mont Méru.

## Étymologie
Cette espèce est nommée en l'honneur de Richard Sternfeld.

## Publication originale
- Rand, 1963 : Notes on the Chamaeleo bitaeniatus complex. Bulletin of the Museum of Comparative Zoology, vol. 130, n. 1, p. 1-29 (texte intégral).